# Ignacio de la Llave

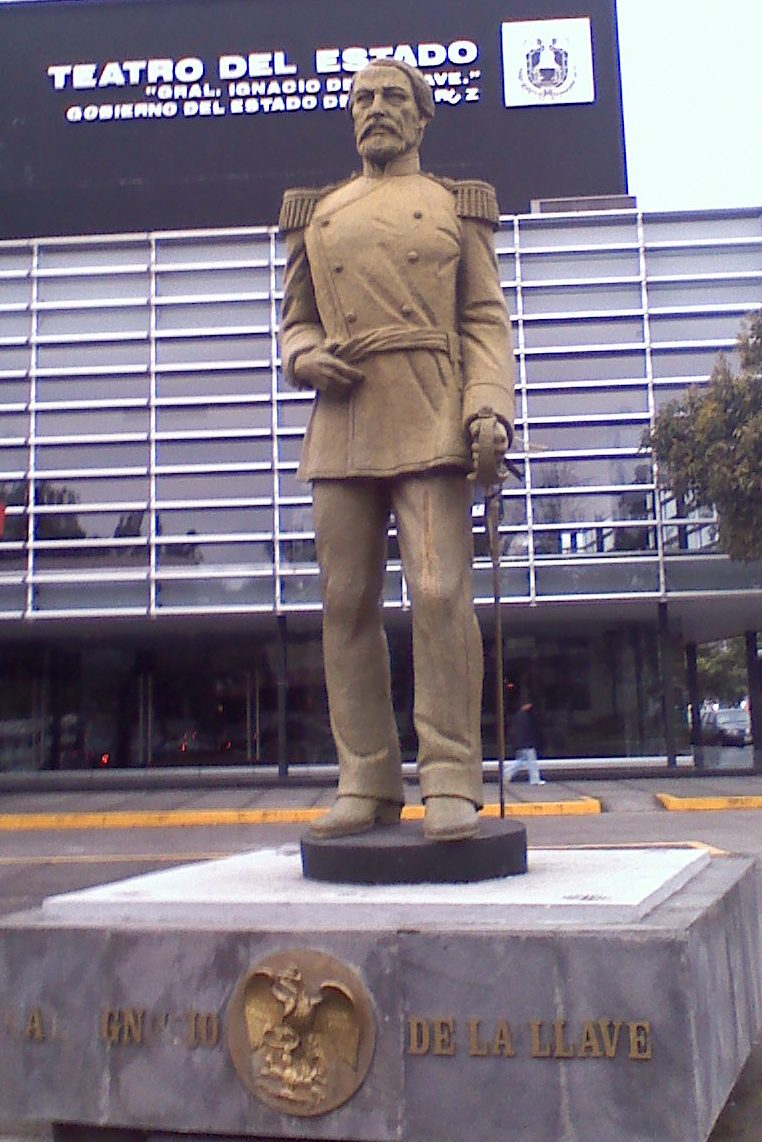
Standbeeld van Ignacio de la Llave

Ignacio de la Llave y Segura Zevallos (1818-1863) was een Mexicaans militair en politicus.
Hij was geboren in Orizaba in de staat Veracruz. Hij vocht in de Amerikaans-Mexicaanse Oorlog en in de Hervormingsoorlog aan de zijde van de liberalen van Benito Juárez. Van 1861 tot 1863 was hij gouverneur van Veracruz. Tijdens de Franse interventie streed hij wederom aan de zijde van Juárez tegen keizer Maximiliaan. Hij vocht mee in de slag bij Puebla. Hij overleed als gevolg van verwondingen die hij had opgelopen op het slagveld.
De staat Veracruz de Ignacio de la Llave is naar hem genoemd. In die staat is er ook een gemeente Ignacio de la Llave, die naar hem is genoemd.
- International Standard Name Identifier: 0000 0000 2666 1297
- Library of Congress Control Number: n83007329
- SNAC: w63d2d12
- Virtual International Authority File: 33364312
- WorldCat: E39PBJvmKyRBjbtqV37FjhBByd